# Tenja
Tenja (do roku 1914 oficiálně Tenje, srbsky Тења, maďarsky Ténye, německy Tenne) je hustě osídlené sídlo v Chorvatsku v Osijecko-baranjské župě. Je součástí opčiny města Osijek, od něhož se nachází asi 5 km jihovýchodně a je de facto jeho předměstím. V roce 2011 žilo v Tenji 7 376 obyvatel, díky čemuž je Tenja nejlidnatějším sídlem v Chorvatsku bez statusu města nebo správního střediska opčiny.
Název Tenja pravděpodobně pochází z maďarského slova tehén, znamenajícího kráva. První písemná zmínka o Tenji pochází ze seznamu chorvatských farností sloužícího k výběrům daní (desátků), který byl napsán mezi lety 1332 a 1335. Z původních starochorvatských názvů (Thehene, Thehne, Thehnye, Tehyne) nakonec vznikl název Tenje, který byl v roce 1914 oficiálně změněn na Tenja.
Tenja se administrativně dělí na osm částí, k nimž patří Babin Guz, Barice, Panjevi, Sobanov Ćošak, Šangaj, Šljivošani, Virovčev Sokak a Zlatni Prag.
V roce 1991 tvořili tehdejších 7 663 obyvatel z 54,5 % Srbové, 36,7 % Chorvati, 4,26 % Jugoslávci, 0,5 % Maďaři, 0,23 % Bosňáci (Muslimani), 0,22 % Černohorci a Ukrajinci, 0,14 % Slováci a Slovinci, 0,11 % Rumuni, 0,07 % Makedonci, 0,05 % Němci a 0,03 % Albánci. Žilo zde celkem 4 177 Srbů, 2 813 Chorvatů, 327 Jugoslávců, 39 Maďarů, 18 Bosňáků, 17 Černohorců, 17 Ukrajinců, 11 Slováků, 11 Slovinců, 9 Rumunů, 6 Makedonců, 4 Němci, 3 Albánci a jeden Polák, Rom, Rus a Rusín. Jeden člověk je jiné národnosti než dříve uvedené, 128 lidí svoji národnost neurčilo, pět lidí se hlásí k regionální příslušnosti (Slavonci) a u 73 lidí je národnost neznámá.
Mezi lety 1995 a 1998 byla Tenja součástí srbské separatistické entity Východní Slavonie, Baranja a Západní Srem.
V Tenji se nachází zámek Dvorac Adamović, park Adamović, základní škola, dvě školky, nemocnice, pravoslavný kostel svatého Mikuláše a římskokatolický kostel svaté Anny.

## Sousední sídla
| Růžice kompasu | Osijek    | Nemetin | Sarvaš       | Růžice kompasu |
| Růžice kompasu | Antunovac | Sever   | Bijelo Brdo  | Růžice kompasu |
| Růžice kompasu | Antunovac | Tenja   | Bijelo Brdo  | Růžice kompasu |
| Růžice kompasu | Antunovac | Jih     | Bijelo Brdo  | Růžice kompasu |
| Růžice kompasu |           | Silaš   | Klisa Bobota | Růžice kompasu |